# Sangiin-Wahl 2025

Sitzverteilung nach der Wahl,
Japanese Communist Party: 7 Sitze
Reiwa Shinsengumi: 6 Sitze
Team Mirai: 1 Sitz
Social Democratic Party: 2 Sitze
NHK party: 1 Sitz
Constitutional Democratic Party: 38 Sitze
Democratic Party For the People: 22 Sitze
Nippon Ishin no Kai: 19 Sitze
Unabhängige: 13 Sitze
Komeito: 21 Sitze
Liberal Democratic Party: 101 Sitze
Conservative Party of Japan: 2 Sitze
Sanseitō: 15 Sitze

Die Sangiin-Wahl 2025 am 20. Juli 2025 war die 27. reguläre Wahl der Mitglieder des Sangiin (Rätehaus/Senat) (japanisch 参議院 ‚Haus der Räte‘), des Oberhauses der japanischen Kokkai (Nationalversammlung). Zur Wahl standen 124 der dann 248 Mitglieder des Sangiin in einem Grabenwahlsystem: 50 in Verhältniswahl mit Vorzugsstimme in einem landesweiten Wahlkreis, 74 in nicht übertragbarer Einzelstimmgebung in 45 Wahlkreisen, von denen die meisten den Präfekturen entsprechen.
Die regierende konservativ-nationalistische Koalition aus Liberaldemokratischer Partei (LDP) und Kōmeitō verlor 19 Sitze und erreichte somit mit insgesamt 122 Sitzen keine Mehrheit.  Der nationale Stimmenanteil der LDP fiel dabei auf 21,6 Prozent, was das schlechteste Ergebnis in der Geschichte der Partei darstellte. Zu den größten Gewinnern der Wahl zählen unter anderem die mitte-rechts orientierte Demokratische Volkspartei sowie die rechtspopulistische Sanseitō.